# Cuevas de Undavalli
Cuevas de Undavalli (en telugu: ఉండవల్లి గుహలు) es un ejemplo de la arquitectura excavada en la roca en la India y el mejor testimonio de la antigua sthapathis Vishwakarma. 
Se encuentra en el pueblo de Undavalli, en Tadepalle Mandal, en el distrito de Guntur, cerca de la orilla sur del río Krishna, en el estado de Andhra Pradesh, en el este de la India. Las cuevas están a 6 km al suroeste de Vijayawada, a 22 km al noreste de la ciudad de Guntur y cerca de 280 kilómetros de Hyderabad, Andhra Pradesh.

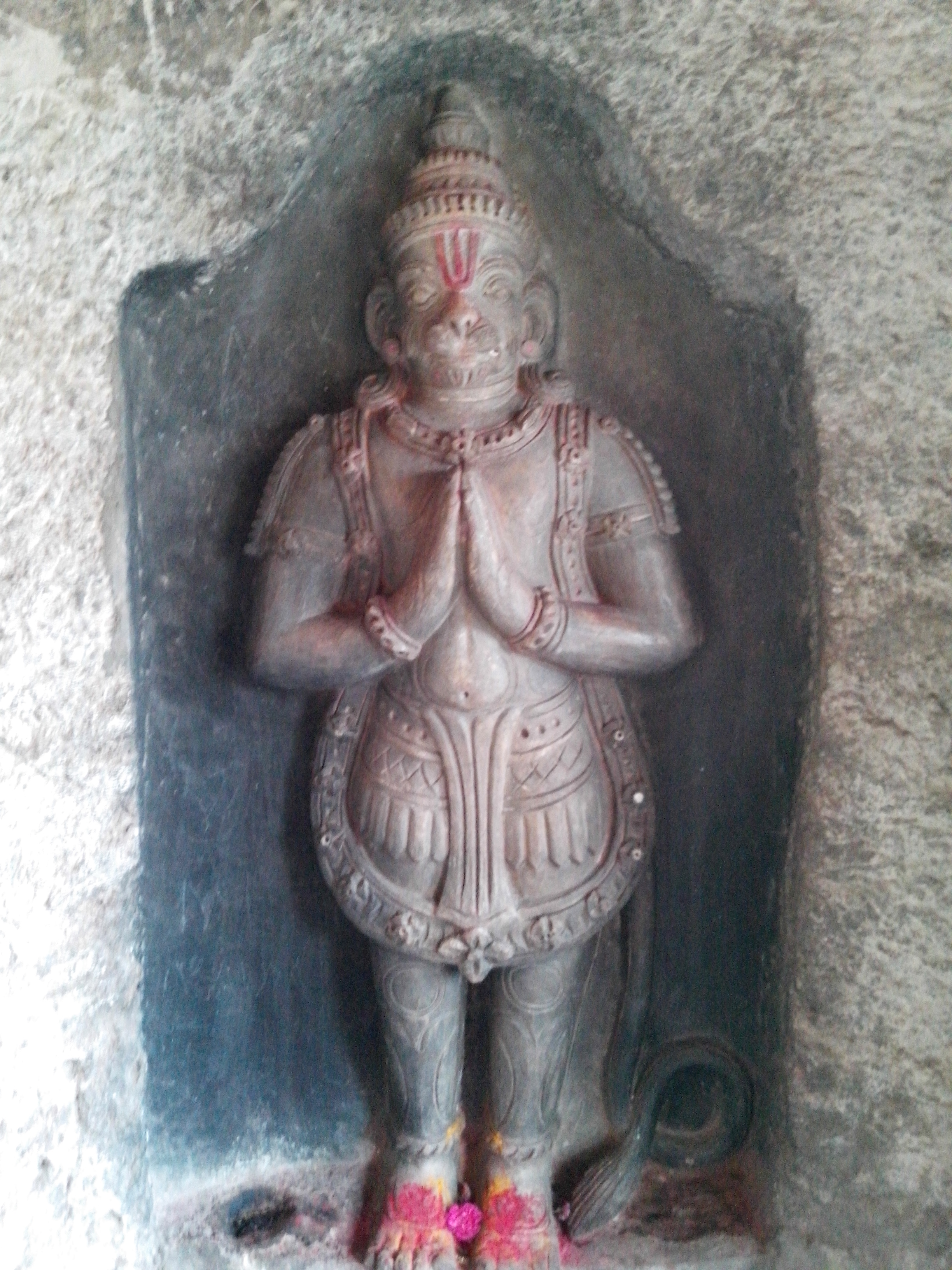
Hánuman.
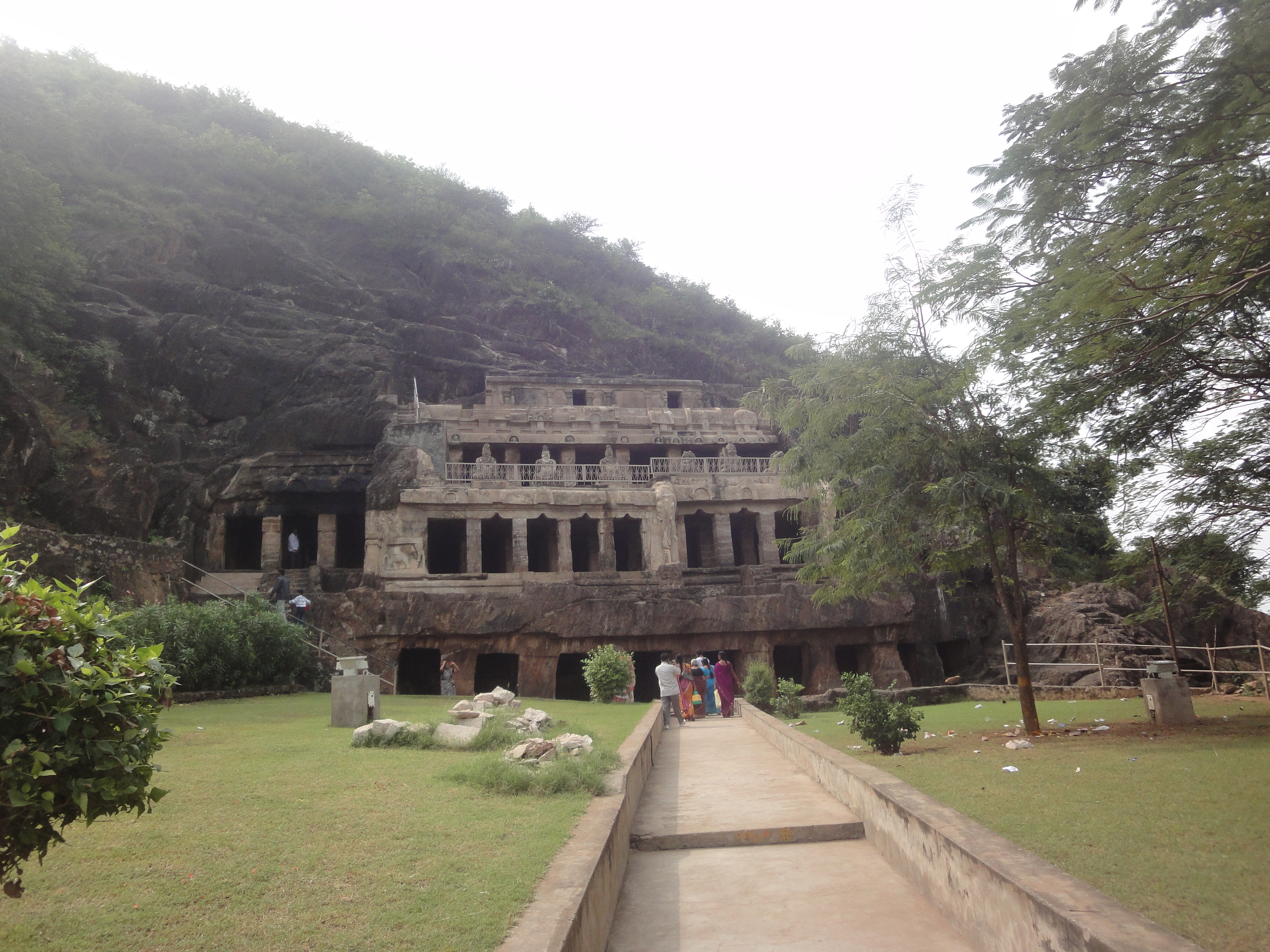
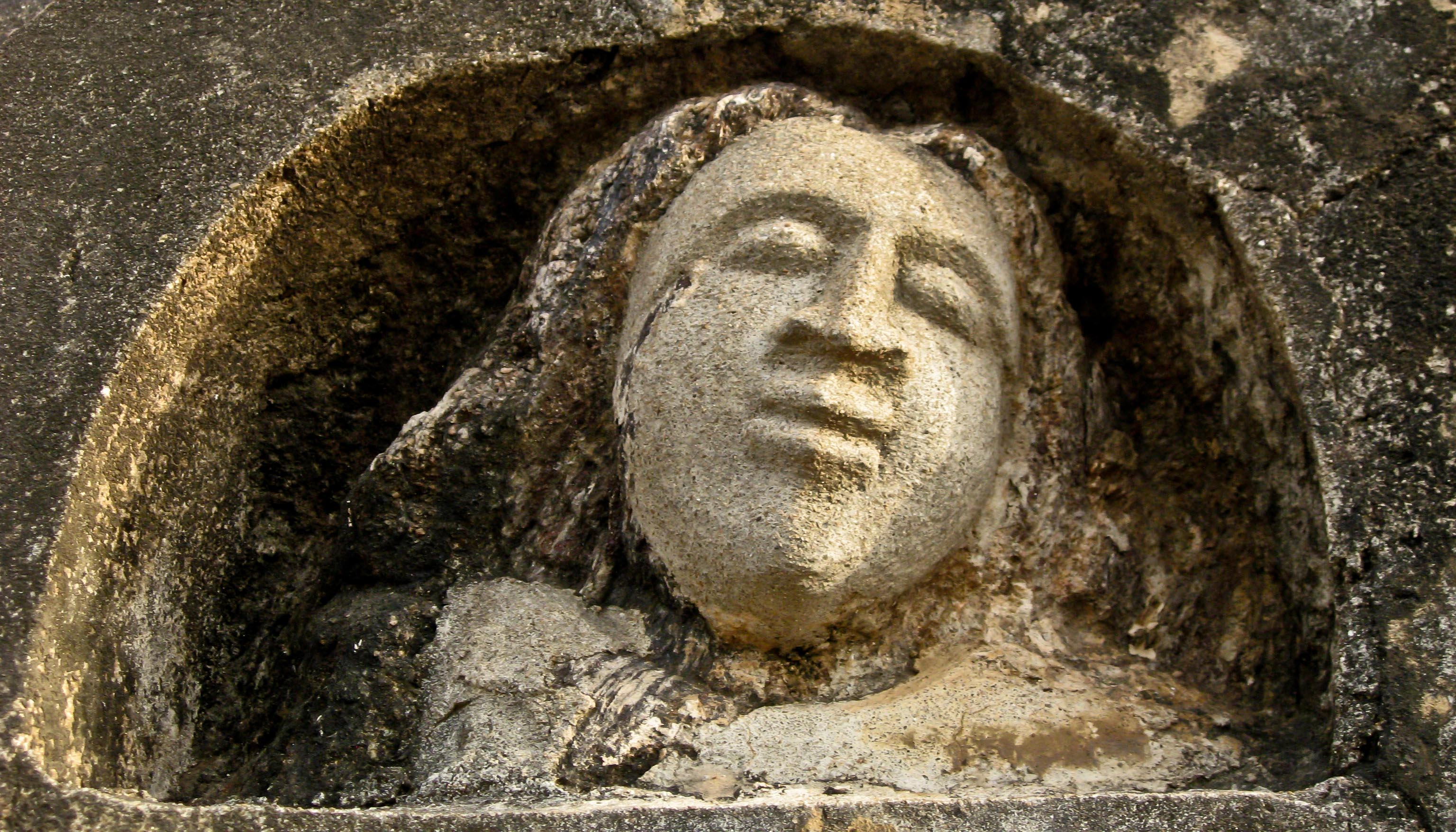
Bajorrelieve.
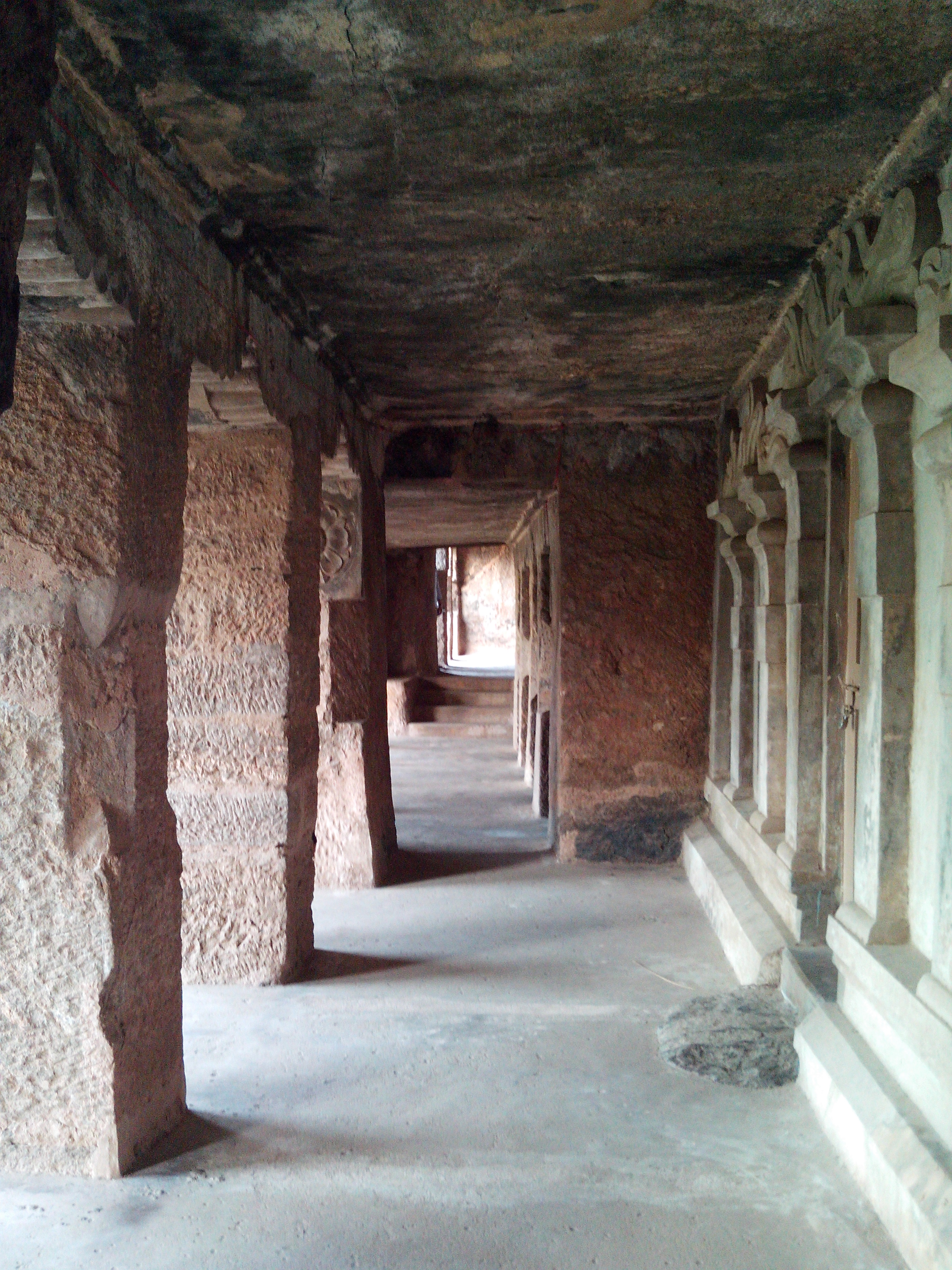
Interior de las cuevas.
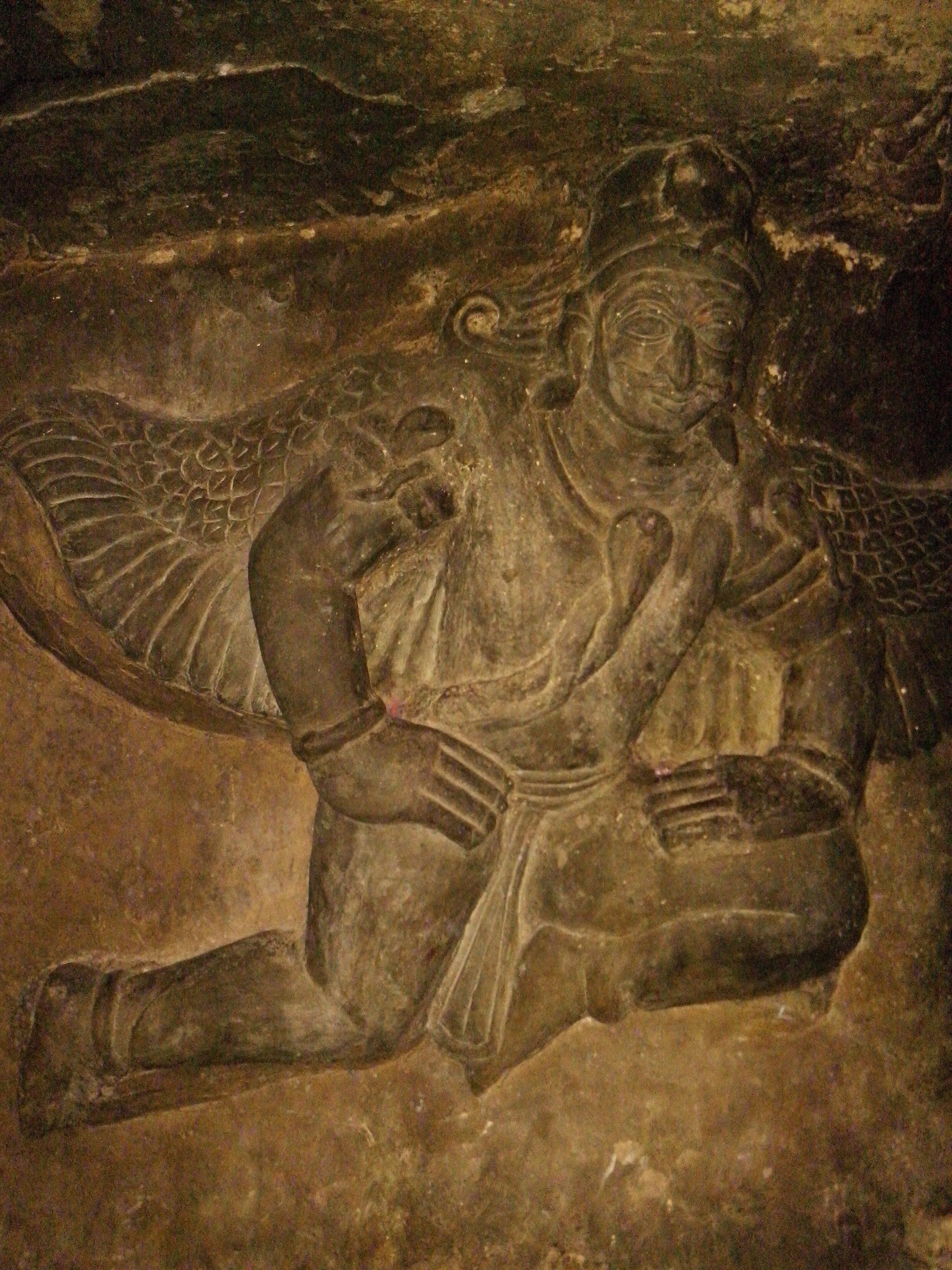
Representación de Garudá.